# 1981
1981. је била проста година.

## Догађаји

### Јануар
- 1. јануар — Грчка је постала чланица Европске заједнице.
- 20. јануар — Роналд Реган инаугурисан за 40. председника САД.

### Март
- 11. март — Под паролом „Косово република“ у Приштини избиле студентске демонстрације косметских Албанаца, које су у наредним недељама захватиле цео Космет.
- 30. март — Џон Хинкл млађи је покушао да убије председника САД Роналда Регана, који је прошао са лакшим повредама.

### Мај
- 13. мај — На Тргу Светог Петра у Риму атентатор Мехмет Али Агџа је ранио папу Јована Павла II.
- 15. мај — Сергеј Крајгер изабран за председника Председништва СФРЈ.
- 24. мај — Председник Еквадора Хаиме Ролдос Агилера и седам људи погинуло када је у авиону експлодирала подметнута бомба.

### Јун
- 5. јун — Центар за контролу болести је забележио групу случајева пнеумоцистне пнеумоније међу хомосексуалцима у Лос Анђелесу, што су били први забележени случајеви сиде.
- 6. јун — У најтежој несрећи у историји железнице погинуло најмање 800 људи кад је седам вагона претрпаног путничког воза исклизнуло из шина и пало у реку Коси у држави Бихар у Индији.
- 7. јун — Израелски авиони разорили ирачки нуклеарни реактор "Осирак" близу Багдада.

### Јул
- 17. јул — 114 особа је погинуло, а више од 200 је повређено због пада висеће стазе у хотелу Хајат риџенси у Канзас Ситију.

### Август
- 12. август — IBM је пустио у продају IBM Personal Computer, први у низу IBM-компатибилних личних рачунара.
- 19. август — Два америчка F-14 су оборила два либијска авиона Су-22 док је Америчка морнарица вршила војне вежбе у заливу Сидра.

### Септембар
- 10. септембар — Слика „Герника” Пабла Пикаса враћена је у Шпанију.
- 27. септембар — Отмица ЈАТ-овог авиона на линији Титоград—Београд; путници и чланови посаде су успели да се ослободе.

### Октобар
- 6. октобар — У атентату је убијен Египатски председник Анвар ел Садат.
- 27. октобар — Совјетска подморница С-363 се насукала у шведским територијалним водама.

### Децембар
- 13. децембар — Генерал Војћех Јарузелски завео ратно стање у Пољској, забрањен рад независног синдиката „Солидарност”, а на хиљаде синдикалних активиста притворено.
- 14. децембар — Кнесет је проширио израелске законе, надлежности и управу на Голанску висораван, чиме је фактички анектирао територију коју је освојио од Сирије у рату 1967.
- 31. децембар — У војном удару који је предводио поручник ваздухопловства Џери Ролингс у Гани оборена цивилна влада Хиле Лимана.

## Рођења

### Јануар
- 2. јануар — Макси Родригез, аргентински фудбалер[1]
- 2. јануар — Кирк Хајнрик, амерички кошаркаш[2]
- 5. јануар — Дедмаус, канадски музичар, ди-џеј и продуцент
- 5. јануар — Никола Трајковић, српски фудбалер[3]
- 11. јануар — Бењамин Ауер, немачки фудбалер[4]
- 14. јануар — Јадранка Ђокић, хрватска глумица
- 17. јануар — Велимир Радиновић, српско-канадски кошаркаш[5]
- 18. јануар — Оливје Рокус, белгијски тенисер[6]
- 19. јануар — Крис Ворен, америчко-панамски кошаркаш[7]
- 19. јануар — Флоран Пјетрус, француски кошаркаш[8]
- 20. јануар — Ђорђе Јокић, српски фудбалер[9]
- 20. јануар — Џејсон Ричардсон, амерички кошаркаш[10]
- 20. јануар — Овен Харгривс, енглески фудбалер[11]
- 21. јануар — Иван Ергић, српски фудбалер[12]
- 24. јануар — Кари Кун, америчка глумица[13]
- 25. јануар — Алиша Киз, америчка музичарка и музичка продуценткиња[14]
- 25. јануар — Тоше Проески, македонски музичар († 2007)
- 28. јануар — Елајџа Вуд, амерички глумац и продуцент[15]
- 30. јануар — Димитар Бербатов, бугарски фудбалер[16]
- 30. јануар — Питер Крауч, енглески фудбалер[17]
- 31. јануар — Џастин Тимберлејк, амерички музичар, музички продуцент и плесач[18]

### Фебруар
- 4. фебруар — Џејсон Капоно, амерички кошаркаш
- 9. фебруар — Том Хидлстон, енглески глумац, продуцент и музичар[19]
- 10. фебруар — Наташа Сен-Пјер, канадска певачица[20]
- 10. фебруар — Џулијус Џенкинс, амерички кошаркаш[21]
- 11. фебруар — Кели Роуланд, америчка музичарка и глумица[22]
- 15. фебруар — Славољуб Ђорђевић, српски фудбалер[23]
- 17. фебруар — Џозеф Гордон-Левит, амерички глумац, редитељ, сценариста и продуцент.[24]
- 17. фебруар — Парис Хилтон, америчка глумица, модел, дизајнер, музичар; наследница Хилтон хотелског ланца[25]
- 18. фебруар — Андреј Кириленко, руски кошаркаш[26]
- 19. фебруар — Бет Дито, америчка музичарка[27]
- 20. фебруар — Тони Хиберт, енглески фудбалер[28]
- 23. фебруар — Гарет Бари, енглески фудбалер[29]
- 24. фебруар — Лејтон Хјуит, аустралијски тенисер[30]

### Март
- 2. март — Брајс Далас Хауард, америчка глумица, сценаристкиња и редитељка[31]
- 9. март — Ники Блонд, мађарска порнографска глумица[32]
- 10. март — Самјуел Ето, камерунски фудбалер[33]
- 12. март — Катарина Среботник, словеначка тенисерка[34]
- 13. март — Миланко Рашковић, српски фудбалер[35]
- 17. март — Кајл Корвер, амерички кошаркаш
- 18. март — Фабијан Канчелара, швајцарски бициклиста[36]
- 18. март — LP, америчка музичарка
- 19. март — Коло Туре, фудбалер из Обале Слоноваче[37]
- 28. март — Јелена Јевремовић, српска певачица
- 28. март — Џулија Стајлс, америчка глумица[38]
- 28. март — Славко Стефановић, српски кошаркаш[39]

### Април
- 1. април — Антонис Фоцис, грчки кошаркаш[40]
- 2. април — Бетани Џој Ленц, америчка глумица и музичарка[41]
- 4. април — Сашо Ожболт, словеначки кошаркаш[42]
- 5. април — Том Рајли, енглески глумац, режисер и продуцент[43]
- 9. април — Серхи Видал, шпански кошаркаш[44]
- 11. април — Алесандра Амброзио, бразилски модел и глумица[45]
- 13. април — Симон Гројл, немачки тенисер[46]
- 18. април — Максим Иглињски, казахстански бициклиста[47]
- 18. април — Милан Јовановић, српски фудбалер[48]
- 19. април — Хејден Кристенсен, канадски глумац и продуцент[49]
- 19. април — Каталина Сандино Морено, колумбијска глумица[50]
- 20. април — Миљан Павковић, српски кошаркаш[51]
- 23. април — Сека Алексић, турбо фолк певачица[52]
- 23. април — Јелена Вељача, хрватска глумица, продуценткиња, сценаристкиња и колумнисткиња.[53]
- 24. април — Андрија Делибашић, црногорски фудбалски тренер и фудбалер (прем. 2025)
- 24. април — Тејлор Дент, амерички тенисер[54]
- 25. април — Фелипе Маса, бразилски аутомобилиста, возач Формуле 1[55]
- 25. април — Честер Мејсон, амерички кошаркаш
- 25. април — Ања Персон, шведска алпска скијашица
- 27. април — Сенди Мелинг, немачка певачица и глумица, најпознатија као чланица групе [56]
- 28. април — Џесика Алба, америчка глумица[57]
- 30. април — Кунал Најар, британско-индијски глумац
- 30. април — Џон О’Шеј, ирски фудбалер[58]

### Мај
- 1. мај — Александар Глеб, белоруски фудбалер[59]
- 2. мај — Тијаго Мендеш, португалски фудбалер[60]
- 4. мај — Ерик Ђемба-Ђемба, камерунски фудбалер[61]
- 5. мај — Крејг Дејвид, енглески музичар, ди-џеј и музички продуцент[62]
- 8. мај — Стивен Амел, канадски глумац[63]
- 8. мај — Срђан Радоњић, црногорски фудбалер[64]
- 8. мај — Андреа Барзаљи, италијански фудбалер[65]
- 12. мај — Рами Малек, амерички глумац[66]
- 13. мај — Сани Леоне, канадска порнографска глумица[67]
- 15. мај — Патрис Евра, француски фудбалер[68]
- 16. мај — Рикардо Кошта, португалски фудбалер[69]
- 16. мај — Џозеф Морган, енглески глумац, редитељ, сценариста и продуцент[70]
- 17. мај — Владан Грујић, босанскохерцеговачки фудбалер[71]
- 17. мај — Дру Николас, амерички кошаркаш[72]
- 19. мај — Сани Бечирович, словеначки кошаркаш[73]
- 20. мај — Икер Касиљас, шпански фудбалски голман[74]
- 21. мај — Жарко Чабаркапа, црногорски кошаркаш[75]
- 22. мај — Јирген Мелцер, аустријски тенисер[76]
- 24. мај — Кенан Бајрамовић, босанскохерцеговачки кошаркаш[77]
- 29. мај — Андреј Аршавин, руски фудбалер[78]
- 30. мај — Девендра Банхарт, венецуеланско-амерички музичар и визуелни уметник[79]

### Јун
- 1. јун — Бренди Карлајл, америчка музичарка и музичка продуценткиња
- 2. јун — Николај Давиденко, руски тенисер[80]
- 7. јун — Ана Курњикова, руска тенисерка и модел[81]
- 8. јун — Данијеле Сантарели, италијански одбојкашки тренер[82]
- 9. јун — Натали Портман, израелско-америчка глумица[83]
- 11. јун — Владимир Тица, српски кошаркаш[84]
- 12. јун — Адријана Лима, бразилски модел[85]
- 13. јун — Крис Еванс, амерички глумац[86]
- 16. јун — Бенјамин Бекер, немачки тенисер[87]
- 25. јун — Јан Хендрик Јагла, немачки кошаркаш[88]
- 28. јун — Мара Сантанђело, италијанска тенисерка
- 29. јун — Џо Џонсон, амерички кошаркаш

### Јул
- 2. јул — Владимир Дишљенковић, српски фудбалски голман[89]
- 2. јул — Софија Јуричан, српска глумица[90]
- 6. јул — Јелена Костанић Тошић, хрватска тенисерка[91]
- 7. јул — Омар Набер, словеначки певач
- 8. јул — Анастасија Мискина, руска тенисерка[92]
- 12. јул — Бојана Новаковић, српско-аустралијска глумица[93]
- 12. јул — Растко Стојковић, српски рукометаш
- 13. јул — Мирослав Раичевић, српски кошаркаш
- 14. јул — Халид ел Такер, фудбалер из Саудијске Арабије[94]
- 16. јул — Зак Рандолф, амерички кошаркаш[95]
- 21. јул — Хоакин Санчез, шпански фудбалер[96]
- 21. јул — Палома Фејт, енглеска музичарка и глумица
- 21. јул — Виктор Ханеску, румунски тенисер[97]
- 22. јул — Игор Матић, српски фудбалер
- 23. јул — Јарко Нијеминен, фински тенисер
- 24. јул — Самер Глау, америчка глумица[98]
- 26. јул — Маикон, бразилски фудбалер[99]
- 29. јул — Фернандо Алонсо, шпански аутомобилиста, возач Формуле 1
- 30. јул — Лиса Голдстин, америчка глумица[100]

### Август
- 4. август — Меган Маркл, америчка глумица[101]
- 4. август — Абигејл Спенсер, америчка глумица[102]
- 8. август — Ванеса Амороси, аустралијска музичарка
- 8. август — Мирјана Повић, српска астрофизичарка и хуманитарна радница
- 8. август — Роџер Федерер, швајцарски тенисер[103]
- 10. август — Малек Муат, фудбалер из Саудијске Арабије[104]
- 12. август — Џибрил Сисе, француски фудбалер
- 12. август — Рин Там, естонска генетичарка.
- 20. август — Бен Барнс, енглески глумац и певач[105]
- 21. август — Слобода Мићаловић, српска глумица[106]
- 23. август — Еуфрат, српски репер
- 24. август — Чед Мајкл Мари, амерички глумац и модел[107]
- 25. август — Рејчел Билсон, америчка глумица[108]
- 26. август — Андреас Глинијадакис, грчки кошаркаш[109]
- 29. август — Саша Братић, српски кошаркаш[110]
- 29. август — Димитрије Војнов, српски драматург, сценариста, глумац и филмски критичар[111]

### Септембар
- 1. септембар — Ендру Визнески, амерички кошаркаш[112]
- 4. септембар — Бијонсе, америчка музичарка, глумица и плесачица[113]
- 5. септембар — Филипо Воландри, италијански тенисер[114]
- 5. септембар — Данијел Морено, шпански бициклиста
- 12. септембар — Џерел Блесингејм, амерички кошаркаш[115]
- 12. септембар — Џенифер Хадсон, америчка глумица и певачица[116]
- 16. септембар — Алексис Бледел, америчка глумица и модел[117]
- 20. септембар — Фелисијано Лопез, шпански тенисер[118]
- 26. септембар — Серена Вилијамс, америчка тенисерка
- 26. септембар — Аледин Јахиа, туниски фудбалер[119]
- 26. септембар — Марина Маљковић, српска кошаркашка тренеркиња
- 26. септембар — Кристина Милијан, америчка глумица и музичарка[120]
- 28. септембар — Хосе Мануел Калдерон, шпански кошаркаш[121]
- 28. септембар — Марјан Марковић, српски фудбалер[122]

### Октобар
- 1. октобар — Жулио Баптиста, бразилски фудбалер[123]
- 3. октобар — Златан Ибрахимовић, шведски фудбалер
- 3. октобар — Андреас Исаксон, шведски фудбалер[124]
- 7. октобар — Ана Франић, српска глумица[125]
- 7. октобар — Џелена Џенсен, америчка порнографска глумица и модел[126]
- 12. октобар — Диор Фишер, америчко-израелски кошаркаш[127]
- 12. октобар — Сајси Ем-Си, српска хип-хоп музичарка
- 15. октобар — Јелена Дементјева, руска тенисерка[128]
- 15. октобар — Кејша Кол, америчка музичарка, музичка продуценткиња и глумица[129]
- 17. октобар — Иван Ивановић Ђус, српски хип хоп музичар
- 19. октобар — Хејки Ковалајнен, фински аутомобилиста, возач Формуле 1[130]
- 20. октобар — Димитриос Пападопулос, грчки фудбалер[131]
- 21. октобар — Немања Видић, српски фудбалер
- 24. октобар — Кристофер Букер, амерички кошаркаш[132]
- 28. октобар — Милан Барош, чешки фудбалер[133]
- 29. октобар — Руслан Ротан, украјински фудбалер и фудбалски тренер[134]
- 30. октобар — Морис Бејли, америчко-јамајкански кошаркаш[135]
- 30. октобар — Иванка Трамп, амерички модел, ћерка Доналда Трампа[136]

### Новембар
- 1. новембар — Тијана Богићевић, српска певачица
- 2. новембар — Кетрин Изабел, канадска глумица[137]
- 2. новембар — Татјана Тотмјанина, руска клизачица[138]
- 3. новембар — Давиде Торосантучи, италијански бициклиста[139]
- 8. новембар — Џо Кол, енглески фудбалер[140]
- 11. новембар — Јадранка Барјактаровић, црногорско-српска певачица[141]
- 16. новембар — Кејт Милер Хајтке, аустралијска музичарка и глумица
- 17. новембар — Небојша Јоксимовић, словеначки кошаркаш
- 18. новембар — Алисон Толман, америчка глумица[142]
- 19. новембар — Маркус Бенкс, амерички кошаркаш[143]
- 20. новембар — Карлос Бузер, амерички кошаркаш[144]
- 20. новембар — Андреа Рајзборо, енглеска глумица[145]
- 21. новембар — Милош Королија, српски ватерполиста
- 24. новембар — Вуле Авдаловић, српски кошаркаш[146]
- 25. новембар — Шаби Алонсо, шпански фудбалер[147]
- 26. новембар — Наташа Бедингфилд, енглеска музичарка[148]
- 27. новембар — Бруно Алвес, португалски фудбалер[149]
- 27. новембар — Наташа Јањић, хрватска глумица[150]
- 27. новембар — Бранко Јоровић, српски кошаркаш и кошаркашки тренер[151]

### Децембар
- 1. децембар — Никола Манојловић, српски рукометаш
- 2. децембар — Лезли-Ен Брант, јужноафричка глумица
- 2. децембар — Данијел Прањић, хрватски фудбалер[152]
- 2. децембар — Бритни Спирс, америчка музичарка, плесачица и глумица[153]
- 3. децембар — Давид Виља, шпански фудбалер[154]
- 4. децембар — Матија Квасина, хрватски бициклиста[155]
- 6. децембар — Федерико Балцарети, италијански фудбалер[156]
- 9. децембар — Марди Фиш, амерички тенисер[157]
- 11. децембар — Ники Бенз, канадска порнографска глумица[158]
- 11. децембар — Хавијер Савиола, аргентински фудбалер[159]
- 13. децембар — Ејми Ли, америчка музичарка, најпознатија као суоснивачица и певачица групе [160]
- 15. децембар — Милош Бајалица, српски фудбалер[161]
- 15. децембар — Мишел Докери, енглеска глумица[162]
- 15. децембар — Паоло Лоренци, италијански тенисер[163]
- 15. децембар — Роман Пављученко, руски фудбалер[164]
- 16. децембар — Кристен Ритер, америчка глумица, модел, музичарка и списатељица
- 17. децембар — Тим Визе, немачки фудбалски голман[165]
- 18. децембар — Вујадин Суботић, црногорски кошаркаш[166]
- 18. децембар — Нивес Целзијус, хрватска певачица, модел, глумица и књижевница
- 20. децембар — Жилијен Бенето, француски тенисер[167]
- 22. децембар — Момир Илић, српски рукометаш
- 27. децембар — Емили де Равин, аустралијско-америчка глумица[168]
- 28. децембар — Халид Буларуз, холандски фудбалер[169]
- 28. децембар — Сијена Милер, енглеско-америчка глумица[170]
- 28. децембар — Милутин Милошевић, српски глумац[171]
- 31. децембар — Јана Милић Илић, српска глумица[172]

## Смрти

### Јануар
- 5. јануар — Харолд Клејтон Јури, амерички физикални хемичар[173]
- 19. јануар — Вукић Мићовић, српски хемичар (* 1896)[174]

### Март
- 23. март — Клод Окинлек, британски фелдмаршал

### Април
- 8. април — Омар Бредли, амерички генерал[175]

### Мај
- 11. мај — Боб Марли, јамајчански музичар (* 1945)
- 12. мај — Владимир Поповић, црногорски глумац[176]
- 18. мај — Вилијам Саројан, амерички књижевник (* 1908)[177]

### Јун
- 16. јул — Неда Спасојевић, српска глумица (* 1941)[178]

### Август
- 10. август — Душан Попов, југословенско-британски обавештајни агент
- 10. август — Бранко Стојановић, народни херој и потпуковник ЈНА

### Септембар
- 1. септембар — Алберт Шпер, немачки нациста (* 1905)[179]
- 28. септембар — Ксенија Атанасијевић, доктор филозофије (* 1894)

### Октобар
- 6. октобар — Анвар Садат, египатски политичар и председник (* 1918)[180]
- 16. октобар — Моше Дајан, израелски војни вођа и политичар (* 1915)[181]

### Новембар
- 21. новембар — Милан Кашанин, српски историчар уметности (* 1895)[182]
- 26. новембар — Макс Еве, холандски шахиста и светски шампион у шаху (* 1901)[183]

## Нобелове награде
- Физика — Николас Блумберген и Артур Леонард Шаулоу; Кај Мане Берје Сигбан
- Хемија — Кеничи Фукуи (福井謙) и Роалд Хофман
- Медицина — Роџер В. Спери, Дејвид Х. Хабл и Торстен Н. Висел
- Књижевност — Елијас Канети
- Мир — Канцеларија Високог комесаријата за избеглице Уједињених нација (УН)
- Економија — Џејмс Тобин (САД)